# Шеймъс Хийни
Шеймъс Хийни (на английски: Seamus Heaney) е поет от Северна Ирландия, получил Нобелова награда за литература през 1995 г.

## Биография
Хийни е роден на 13 април 1939 г. в малка ферма на име Мосбоун (Mossbawn) край Белаги (Bellaghy) в Дери Сити, Северна Ирландия. Учи в колежа Сейнт Колумб в Дери, който е католическо училище, и следва в Кралския университет на Белфаст преди да заживее в Дъблин, от където пътува до САЩ, където преподава от време на време. Хийни е хоноруван фелоу към Тринити Колидж в Дъблин.
Поезията му става обект на обществено внимание през 1966 г., когато е публикувана първата му получила популярност стихосбирка – „Death Of A Naturalist“. Хийни е най-важният ирландски поет на поколението си и бива описван от поета Робърт Лауъл като „най-важният ирландски поет от Йейтс насам“. 
Хийни публикува свой превод на поемата Беоулф от староанглийски през 1999 г.
Умира на 30 август 2013 г. в Дъблин, Ейре.

## Произведения

### Поезия
- Death of a Naturalist (1966)
- Door into the Dark (1969)
- Wintering Out (1972)
- Stations (1975)
- North (1975)
- Field Work (1979)
- Selected Poems 1965 – 1975 (1980)
- Station Island (1984)
- The Haw Lantern (1987)
- New Selected Poems 1966 – 1987 (1990)
- Seeing Things (1991)
- The Spirit Level (1996)
- Opened Ground: Poems 1966 – 1996 (1998)
- Electric Light (2001)
- Follower (1989)
- The Daneil Romen (2004)
- Life is great (2004)

### Есета
- Preoccupations: Selected Prose 1968 – 1978. (1980)
- The Government of the Tongue (1988)
- The Place of Writing (1989)
- The Redress of Poetry: Oxford lectures (1995)
- Crediting Poetry: The Nobel Lecture (1995)
- Finders Keepers: Selected Prose 1971 – 2001 (2002)

### Пиеси
- The Cure at Troy (1991; версия на Филоктет от Софокъл)
- The Burial at Thebes (2004; версия на Антигона от Софокъл)

### На български
- Шеймъс Хини. Врата в мрака. превод Юлиан Константинов, Кольо Севов, С., Народна култура, 1988.